# ウツノミヤテラス

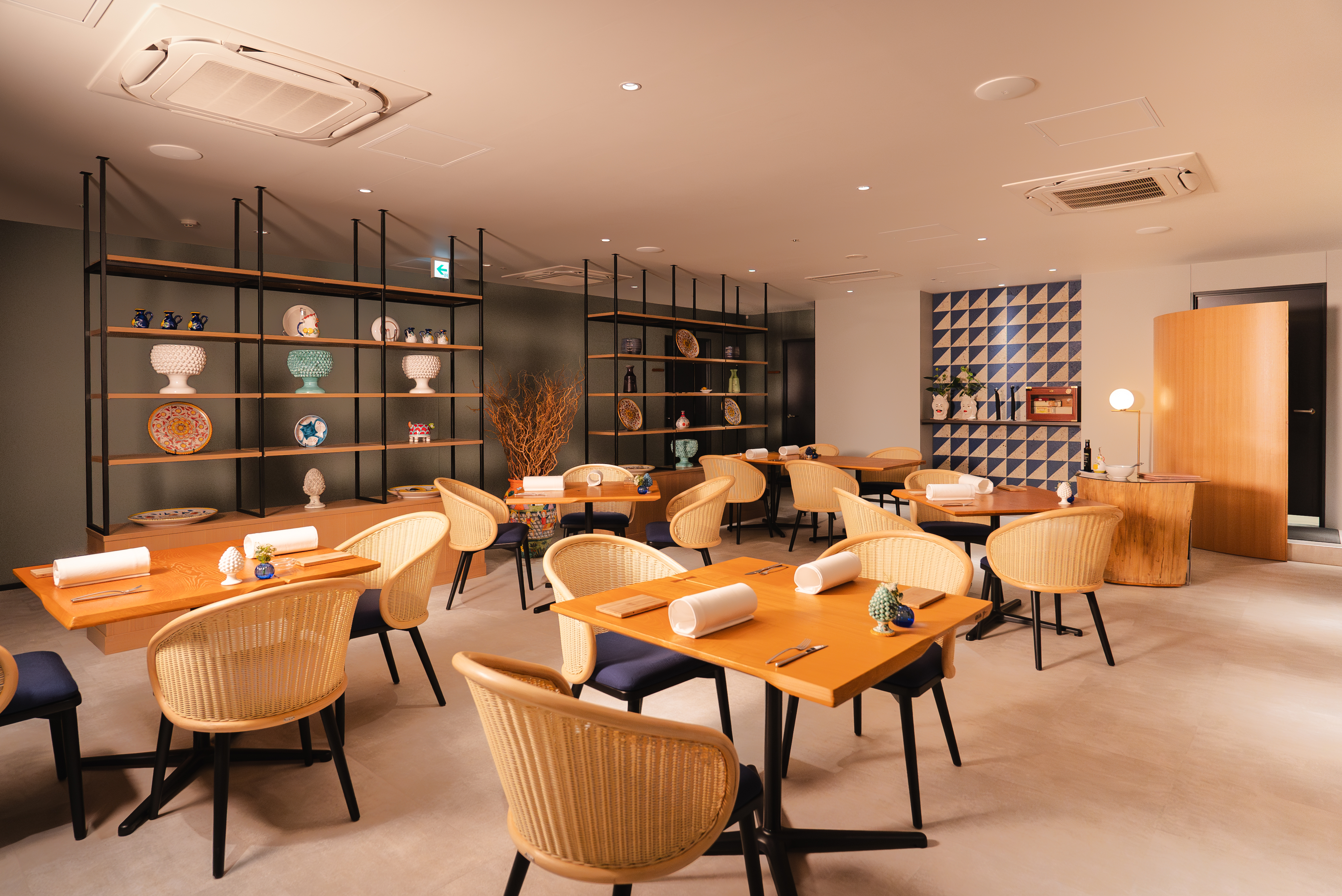
5階 アンジェロコート東京 宇都宮

ウツノミヤテラス（英語:  Utsunomiya Terrace）は、栃木県宇都宮市宮みらいにあるショッピングセンター。2022年8月26日開業した。
この項では、ウツノミヤテラスに併設されたカンデオ・ホスピタリティ・マネジメントのホテル「カンデオホテルズ宇都宮」、及び隣接して計画されている複合施設「宇都宮駅東口地区整備事業 複合施設棟2」についても概説する。

## 概要
宇都宮市と野村不動産、住友商事らの企業グループ「うつのみやシンフォニー」が整備を進める宇都宮駅東口地区整備事業の施設のひとつである。
そのうち「ウツノミヤテラス」となる宇都宮駅東口地区整備事業の複合施設棟1は、隣接する立体駐車場含め、住友商事が開発する。フロア構成は、1階から5階が商業施設、6階がオフィス（ボッシュ宇都宮事業所）、5階から14階がホテル（後述）となっている。合計でボッシュを含め、20テナント入居する 。
ウツノミヤテラスの施設計画には、隣接する交流拠点施設「ライトキューブ宇都宮」及び交流広場「宮みらいライトヒル」との連続性を持たせている。
また、名称「ウツノミヤテラス」には、宇都宮市とともに進める宇都宮駅東口地区整備事業の中核を担い、まちの顔として地域や周辺住民に長く愛される施設に育って欲しいとの願いが込められている。

### フロア構成
出典:
| 階層 | テナント                               |
| ---- | -------------------------------------- |
| 6階  | ボッシュ宇都宮事業所                   |
| 5歳  | アンジェロコート東京 宇都宮            |
| 4階  | コジマ×ビックカメラ                    |
| 3階  | ダイソー、遊膳や ドコモショップ        |
| 2階  | セブン-イレブン、アイココチ 各種専門店 |
| 1階  | ヨークベニマル                         |

### カンデオホテルズ宇都宮
複合施設棟1には、商業施設「ウツノミヤテラス」に加えホテルにはカンデオ・ホスピタリティ・マネジメントが「カンデオホテルズ宇都宮」を開業させる。カンデオホテルズ宇都宮は、最上階の露天風呂やサウナ、13階の宇都宮市内を一望できる展望レストランなどを備え、総客室数は288室。栃木県内のカンデオホテルズとしては佐野店に続いて2店舗目となる。

### その他建設予定の施設
25階建て、高さ120 mで完成すれば栃木県で最も高い建物となる予定。1階から6階部分に北関東綜合警備保障の運営する施設が、7階から25階部分にタイの高級ホテル「デュシタニ」が進出する予定であったが、整備事業組成者であったColours Internationalが、2019年の段階で資金調達に難航したため、再検討されることになった。2020年12月中までにホテルブランドを絞り込む予定だったが、コロナ禍のあおりで悪化した宿泊需要の見込みが改善せず、採算の見通しが立たないため、現在も完成の見通しが立たない。現在は、需要予測やホテルの規模を含めて再検討されている状態である。

## 沿革
- 2022年（令和4年）
  - 4月19日 - 施設名称及びシンボルマーク決定[7][8]
  - 7月22日 - 開業日時及び開店テナント決定[2][1]
  - 8月26日 - 開業

## 交通
鉄道
- 東日本旅客鉄道（JR東日本）宇都宮駅東西自由通路（東口）直結
- 宇都宮ライトレール宇都宮駅東口停留場（2023年開業）隣接

バス
- 宇都宮駅東口・西口バスロータリー

自動車
最寄りのインターチェンジは東北自動車道鹿沼インターチェンジ。
- 立体駐車場（480台収容可能・30分以内無料）を整備する予定。

## ギャラリー
館内の様子
2022年8月26日撮影

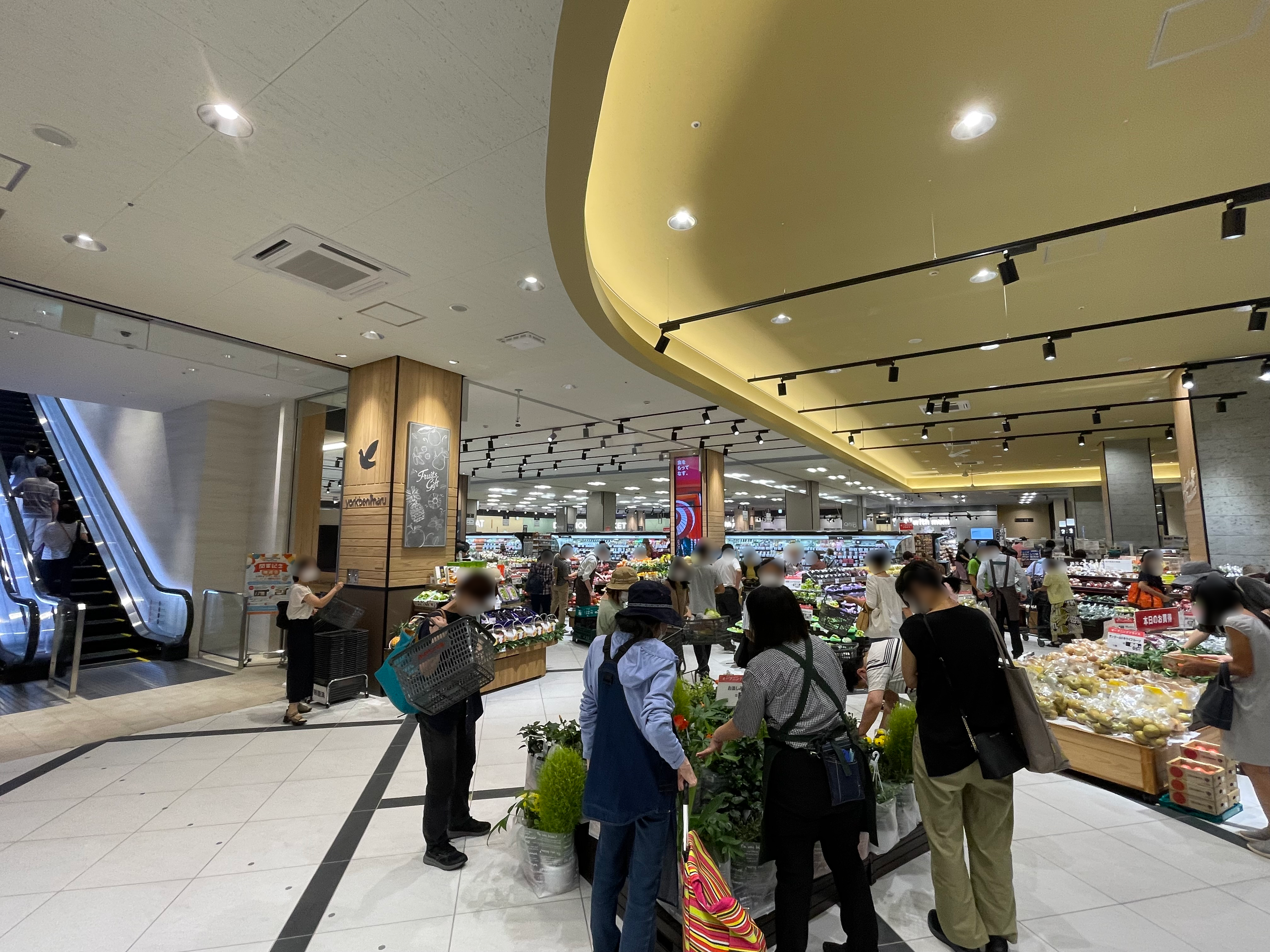
1階 ヨークベニマル宇都宮テラス店
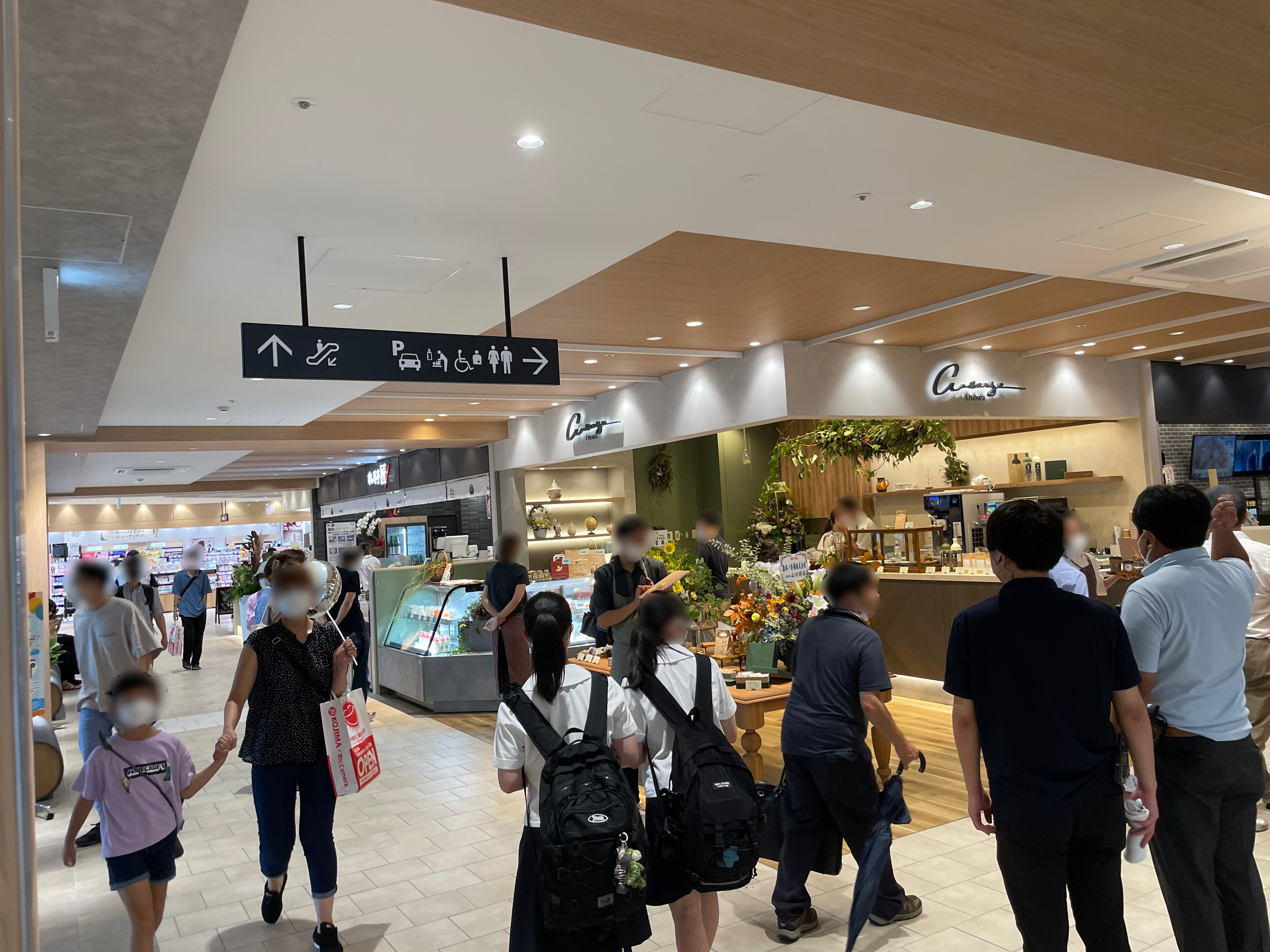
2階 レストラン&カフェ 物販・サービスのフロア
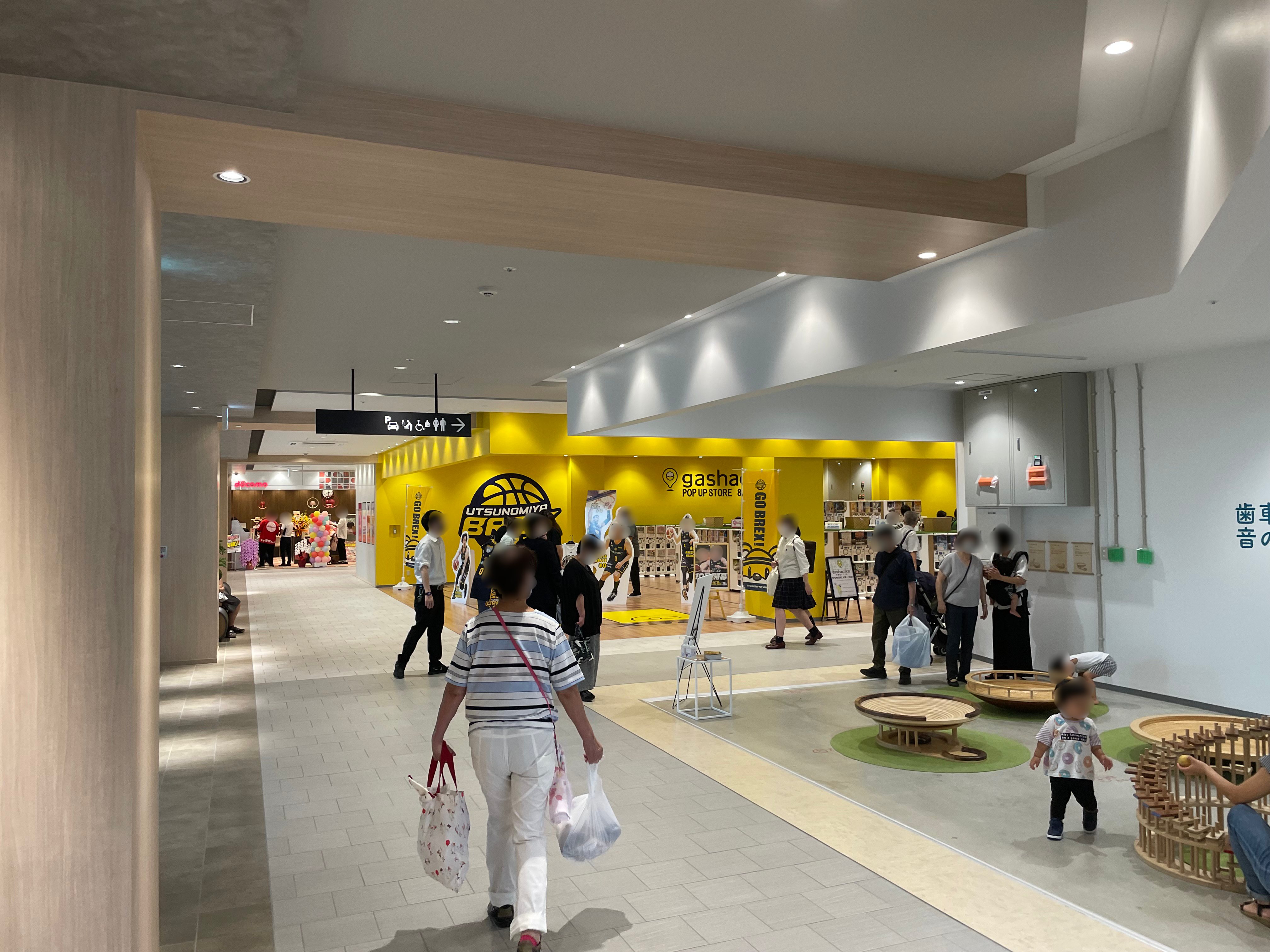
3階 レストラン&カフェ 物販・サービスのフロア
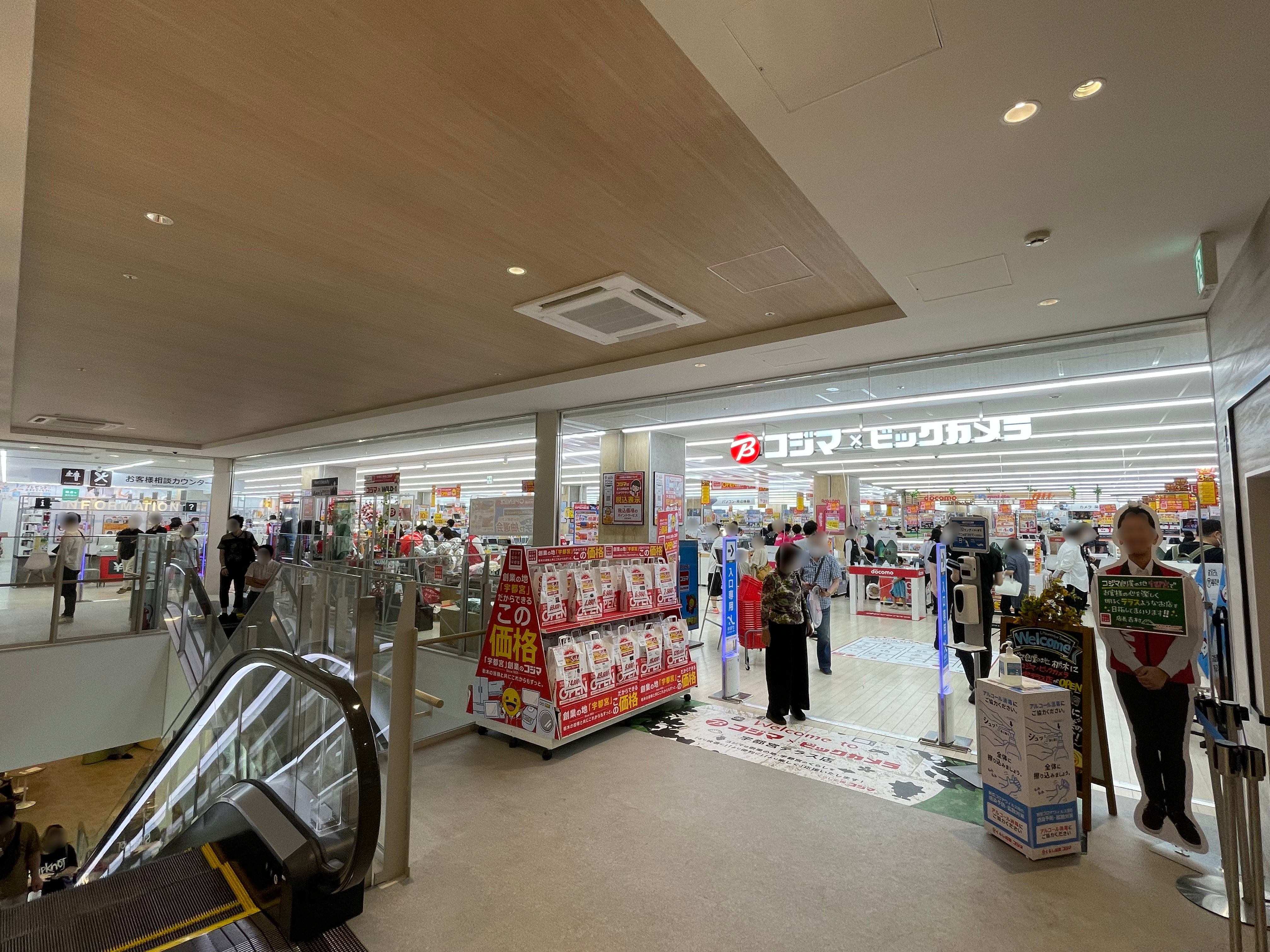
4階 コジマ×ピックカメラ宇都宮テラス店